# Halowe Mistrzostwa Europy w Lekkoatletyce 1977 – bieg na 400 m kobiet
Bieg na 400 metrów kobiet – jedna z konkurencji biegowych rozgrywanych podczas halowych lekkoatletycznych mistrzostw Europy w hali Velódromo de Anoeta w San Sebastián. Eliminacje zostały rozegrane 12 marca, a  bieg finałowy 13 marca 1977. Zwyciężyła reprezentantka Niemieckiej Republiki Demokratycznej Marita Koch, która w finale ustanowiła nieoficjalny halowy rekord świata rezultatem 51,14 s. Tytułu zdobytego na poprzednich mistrzostwach nie broniła Rita Wilden z Republiki Federalnej Niemiec.

## Rezultaty

### Eliminacje
Rozegrano 2 biegi eliminacyjne, do których przystąpiło 7 biegaczek. Awans do finału dawało zajęcie jednego z pierwszych dwóch miejsc w swoim biegu (Q). Skład finału uzupełniły dwie zawodniczki z najlepszym czasem wśród przegranych (q).
Opracowano na podstawie materiału źródłowego.
Bieg 1
| Miejsce | Zawodniczka     | Czas  | Uwagi |
| ------- | --------------- | ----- | ----- |
| 1       | Marita Koch     | 54,42 | Q     |
| 2       | Jelica Pavličić | 54,52 | Q     |
| 3       | Elke Decker     | 54,68 |       |

Bieg 2
| Miejsce | Zawodniczka           | Czas  | Uwagi |
| ------- | --------------------- | ----- | ----- |
| 1       | Verona Elder          | 53,93 | Q     |
| 2       | Natalja Sokołowa      | 54,12 | Q     |
| 3       | Rosa Colorado         | 54,45 | q     |
| 4       | Jarmila Kratochvílová | 54,65 | q     |

### Finał
Opracowano na podstawie materiału źródłowego.
| Miejsce | Zawodniczka           | Czas  | Uwagi |
| ------- | --------------------- | ----- | ----- |
| 1       | Marita Koch           | 51,14 | WR    |
| 2       | Verona Elder          | 52,75 |       |
| 3       | Jelica Pavličić       | 43,49 |       |
| 4       | Natalja Sokołowa      | 53,57 |       |
| 5       | Rosa Colorado         | 53,78 |       |
| 6       | Jarmila Kratochvílová | 53,95 |       |